# Cúp bóng đá Nam Mỹ 1995
Cúp bóng đá Nam Mỹ 1995 là Cúp bóng đá Nam Mỹ lần thứ 37, diễn ra ở Uruguay từ 5 đến 23 tháng 7 năm 1995. Giải đấu có 12 đội tuyển tham gia, trong đó México và Hoa Kỳ là những đội khách mời từ CONCACAF, chia làm 3 bảng 4 đội để chọn ra 2 đội đứng đầu bảng và đội đứng thứ ba xuất sắc nhất lọt vào vòng trong. Uruguay giành chức vô địch lần thứ 14 sau khi vượt qua Brasil ở trận chung kết.

## Địa điểm
| Montevideo                                     | Maldonado                                       | Rivera                                          | Paysandú                                        |
| ---------------------------------------------- | ----------------------------------------------- | ----------------------------------------------- | ----------------------------------------------- |
| Sân vận động Trung tâm                         | Sân vận động Domingo Burgueño                   | Sân vận động Atilio Paiva Olivera               | Sân vận động Parque Artigas                     |
| Sức chứa: 65.235                               | Sức chứa: 22.000                                | Sức chứa: 30.000                                | Sức chứa: 25.000                                |
| 34°53′41″N 56°09′10″T / 34,894661°N 56,15284°T | 34°54′52″N 54°57′17″T / 34,914564°N 54,954815°T | 30°54′31″N 55°32′54″T / 30,908521°N 55,548377°T | 32°19′23″N 58°04′21″T / 32,322961°N 58,072593°T |
|                                                |                                                 |                                                 |                                                 |

## Trọng tài
| Argentina - Javier Castrilli Bolivia - Pablo Peña Brasil - Márcio Rezende de Freitas Chile - Salvador Imperatore Colombia - Óscar Ruiz Ecuador - Alfredo Rodas | México - Marco Antonio Rodríguez - Arturo Brizio Carter Paraguay - Félix Benegas Peru - Alberto Tejada Uruguay - Ernesto Filippi - Eduardo Dluzniewski Hoa Kỳ - Raúl Domínguez Venezuela - Paolo Borgosano |

## Vòng bảng

### Bảng A
| Đội       | Pld | W | D | L | GF | GA | GD | Pts |
| --------- | --- | - | - | - | -- | -- | -- | --- |
| Uruguay   | 3   | 2 | 1 | 0 | 6  | 2  | +4 | 7   |
| Paraguay  | 3   | 2 | 0 | 1 | 5  | 4  | +1 | 6   |
| México    | 3   | 1 | 1 | 1 | 5  | 4  | +1 | 4   |
| Venezuela | 3   | 0 | 0 | 3 | 4  | 10 | −6 | 0   |

| Uruguay                                                       | 4–1      | Venezuela    |
| ------------------------------------------------------------- | -------- | ------------ |
| Fonseca 14' · Otero 25' · Francescoli 75' (ph.đ.) · Poyet 84' | Chi tiết | Dolgetta 53' |

| Paraguay                    | 2–1 | México     |
| --------------------------- | --- | ---------- |
| Cardozo 63' · Samaniego 73' |     | García 44' |

| Uruguay         | 1–0      | Paraguay |
| --------------- | -------- | -------- |
| Francescoli 13' | Chi tiết |          |

| México                                         | 3–1 | Venezuela         |
| ---------------------------------------------- | --- | ----------------- |
| García 41' (ph.đ.), 57' (ph.đ.) · Espinoza 76' |     | Campos 65' (l.n.) |

| Paraguay                                   | 3–2 | Venezuela                  |
| ------------------------------------------ | --- | -------------------------- |
| Cardozo 35' · Villamayor 64' · Gamarra 83' |     | Miranda 13' · Dolgetta 68' |

| Uruguay       | 1–1 | México     |
| ------------- | --- | ---------- |
| Saralegui 79' |     | García 67' |

### Bảng B
| Đội      | Pld | W | D | L | GF | GA | GD | Pts |
| -------- | --- | - | - | - | -- | -- | -- | --- |
| Brasil   | 3   | 3 | 0 | 0 | 6  | 0  | +6 | 9   |
| Colombia | 3   | 1 | 1 | 1 | 2  | 4  | −2 | 4   |
| Ecuador  | 3   | 1 | 0 | 2 | 2  | 3  | −1 | 3   |
| Perú     | 3   | 0 | 1 | 2 | 2  | 5  | −3 | 1   |

| Colombia     | 1–1 | Perú         |
| ------------ | --- | ------------ |
| Asprilla 68' |     | Palacios 80' |

| Brasil       | 1–0 | Ecuador |
| ------------ | --- | ------- |
| Ronaldão 73' |     |         |

| Colombia   | 1–0 | Ecuador |
| ---------- | --- | ------- |
| Rincón 44' |     |         |

| Brasil                          | 2–0 | Perú |
| ------------------------------- | --- | ---- |
| Zinho 77' (ph.đ.) · Edmundo 82' |     |      |

| Ecuador             | 2–1 | Perú                  |
| ------------------- | --- | --------------------- |
| Díaz 61' · Mora 75' |     | I. Hurtado 82' (l.n.) |

| Brasil                                        | 3–0 | Colombia |
| --------------------------------------------- | --- | -------- |
| Leonardo 30' · Tulio 76' · Higuita 85' (l.n.) |     |          |

### Bảng C
| Đội       | Pld | W | D | L | GF | GA | GD | Pts |
| --------- | --- | - | - | - | -- | -- | -- | --- |
| Hoa Kỳ    | 3   | 2 | 0 | 1 | 5  | 2  | +3 | 6   |
| Argentina | 3   | 2 | 0 | 1 | 6  | 4  | +2 | 6   |
| Bolivia   | 3   | 1 | 1 | 1 | 4  | 4  | 0  | 4   |
| Chile     | 3   | 0 | 1 | 2 | 3  | 8  | −5 | 1   |

| Hoa Kỳ           | 2–1 | Chile        |
| ---------------- | --- | ------------ |
| Wynalda 14', 20' |     | Rozental 63' |

| Argentina                 | 2–1 | Bolivia    |
| ------------------------- | --- | ---------- |
| Batistuta 70' · Balbo 81' |     | Angola 75' |

| Bolivia        | 1–0 | Hoa Kỳ |
| -------------- | --- | ------ |
| Etcheverry 23' |     |        |

| Argentina                                  | 4–0 | Chile |
| ------------------------------------------ | --- | ----- |
| Batistuta 1', 51' · Simeone 6' · Balbo 54' |     |       |

| Bolivia                 | 2–2 | Chile          |
| ----------------------- | --- | -------------- |
| Mercado 78' · Ramos 87' |     | Basay 55', 61' |

| Hoa Kỳ                               | 3–0 | Argentina |
| ------------------------------------ | --- | --------- |
| Klopas 20' · Lalas 31' · Wynalda 58' |     |           |

### Thứ tự các đội xếp thứ ba
| Bảng | Đội     | Pld | W | D | L | GF | GA | GD | Pts |
| ---- | ------- | --- | - | - | - | -- | -- | -- | --- |
| A    | México  | 3   | 1 | 1 | 1 | 5  | 4  | +1 | 4   |
| C    | Bolivia | 3   | 1 | 1 | 1 | 4  | 4  | 0  | 4   |
| B    | Ecuador | 3   | 1 | 0 | 2 | 2  | 3  | −1 | 3   |

## Vòng đấu loại trực tiếp
|  | Tứ kết                  | Tứ kết                 |                         |       | Bán kết       | Bán kết       |  |  | Chung kết | Chung kết |
|  |                         |                        |                         |       |               |               |  |  |           |           |
|  | 16 tháng 7 - Montevideo |                        |                         |       |               |               |  |  |           |           |
|  |                         |                        |                         |       |               |               |  |  |           |           |
|  | Colombia (pen.)         | 1 (5)                  |                         |       |               |               |  |  |           |           |
|  | Colombia (pen.)         | 1 (5)                  | 19 tháng 7 - Montevideo |       |               |               |  |  |           |           |
|  | Paraguay                | 1 (4)                  |                         |       |               |               |  |  |           |           |
|  | Paraguay                | 1 (4)                  | Colombia                | 0     |               |               |  |  |           |           |
|  | 16 tháng 7 - Montevideo |                        | Colombia                | 0     |               |               |  |  |           |           |
|  |                         | Uruguay                | 2                       |       |               |               |  |  |           |           |
|  | Uruguay                 | Uruguay                | 2                       | 2     |               |               |  |  |           |           |
|  | Uruguay                 |                        | 23 tháng 7 - Montevideo | 2     |               |               |  |  |           |           |
|  | Bolivia                 | 1                      |                         |       |               |               |  |  |           |           |
|  | Bolivia                 | 1                      | Uruguay (pen.)          | 1 (5) |               |               |  |  |           |           |
|  | 17 tháng 7 - Paysandú   |                        | Uruguay (pen.)          | 1 (5) |               |               |  |  |           |           |
|  |                         | Brasil                 | 1 (3)                   |       |               |               |  |  |           |           |
|  | Hoa Kỳ (pen.)           | Brasil                 | 1 (3)                   | 0 (4) |               |               |  |  |           |           |
|  | Hoa Kỳ (pen.)           | 20 tháng 7 - Maldonado |                         | 0 (4) |               |               |  |  |           |           |
|  | México                  | 0 (1)                  |                         |       |               |               |  |  |           |           |
|  | México                  | 0 (1)                  | Hoa Kỳ                  | 0     |               |               |  |  |           |           |
|  | 17 tháng 7 - Rivera     |                        | Hoa Kỳ                  | 0     |               |               |  |  |           |           |
|  |                         | Brasil                 | 1                       |       | Tranh hạng ba | Tranh hạng ba |  |  |           |           |
|  | Brasil (pen.)           | Brasil                 | 1                       | 2 (4) | Tranh hạng ba | Tranh hạng ba |  |  |           |           |
|  | Brasil (pen.)           |                        | 22 tháng 7 - Maldonado  | 2 (4) |               |               |  |  |           |           |
|  | Argentina               | 2 (2)                  |                         |       |               |               |  |  |           |           |
|  | Argentina               | 2 (2)                  | Colombia                | 4     |               |               |  |  |           |           |
|  |                         |                        |                         |       |               |               |  |  |           |           |
|  | Hoa Kỳ                  | 1                      |                         |       |               |               |  |  |           |           |
|  | Hoa Kỳ                  | 1                      |                         |       |               |               |  |  |           |           |

### Tứ kết
| Colombia                                         | 1–1 | Paraguay                                   |
| ------------------------------------------------ | --- | ------------------------------------------ |
| Rincón 53'                                       |     | Villamayor 26'                             |
| Loạt sút luân lưu                                |     |                                            |
| Rincón · Mendoza · Arboleda · Cabrera · Asprilla | 5–4 | Jara · Acuña · Samaniego · Denis · Gamarra |

| Uruguay                | 2–1 | Bolivia     |
| ---------------------- | --- | ----------- |
| Otero 1' · Fonseca 30' |     | Sánchez 71' |

| Hoa Kỳ                               | 0–0 | México                       |
| ------------------------------------ | --- | ---------------------------- |
|                                      |     |                              |
| Loạt sút luân lưu                    |     |                              |
| Wynalda · Moore · Caligiuri · Klopas | 4–1 | García · Hermosillo · Coyote |

| Brasil                                                | 2–2 | Argentina                         |
| ----------------------------------------------------- | --- | --------------------------------- |
| Edmundo 9' · Túlio 81'                                |     | Balbo 2' · Batistuta 29'          |
| Loạt sút luân lưu                                     |     |                                   |
| Roberto Carlos · Túlio · André Cruz · Dunga · Edmundo | 4–2 | Pérez · Acosta · Simeone · Fabbri |

### Bán kết
| Uruguay                  | 2–0 | Colombia |
| ------------------------ | --- | -------- |
| Adinolfi 51' · Otero 70' |     |          |

| Brasil     | 1–0 | Hoa Kỳ |
| ---------- | --- | ------ |
| Aldair 13' |     |        |

### Tranh hạng ba
| Colombia                                                  | 4–1 | Hoa Kỳ            |
| --------------------------------------------------------- | --- | ----------------- |
| Quiñónez 30' · Valderrama 38' · Asprilla 50' · Rincón 76' |     | Moore 52' (ph.đ.) |

### Chung kết
| Uruguay                                                   | 1–1      | Brasil                                 |
| --------------------------------------------------------- | -------- | -------------------------------------- |
| Bengoechea 51'                                            | Chi tiết | Túlio 30'                              |
| Loạt sút luân lưu                                         |          |                                        |
| Francescoli · Bengoechea · Herrera · Gutiérrez · Martínez | 5–3      | Roberto Carlos · Zinho · Túlio · Dunga |

### Vô địch
| Vô địch Copa América 1995 Uruguay Lần thứ 14 |

## Danh sách cầu thủ ghi bàn
| 4 bàn - Gabriel Batistuta - Luis García 3 bàn - Abel Balbo - Túlio - Freddy Rincón - Eric Wynalda - Marcelo Otero 2 bàn - Edmundo - Ivo Basay - Faustino Asprilla - José Cardozo - Juan Villamayor - Daniel Fonseca - Enzo Francescoli - José Luis Dolgetta | 1 bàn - Diego Simeone - Demetrio Angola - Marco Etcheverry - Miguel Mercado - Mauricio Ramos - Carlos Sánchez - Aldair - Leonardo - Ronaldão - Zinho - Sebastián Rozental - Luis Quiñónez - Carlos Valderrama - Energio Díaz - José Mora - Eduardo Espinoza - Carlos Gamarra - Adriano Samaniego - Roberto Palacios - Edgardo Adinolfi - Pablo Bengoechea - Gustavo Poyet - Marcelo Saralegui - Frank Klopas - Alexi Lalas - Joe-Max Moore - Gabriel Miranda | phản lưới nhà - René Higuita - Iván Hurtado - Jorge Campos |

## Bảng xếp hạng giải đấu
| Pos                 | Đội       | Pld | W | D | L | GF | GA | GD | Pts | Eff   |
| ------------------- | --------- | --- | - | - | - | -- | -- | -- | --- | ----- |
| 1                   | Uruguay   | 6   | 4 | 2 | 0 | 11 | 4  | +7 | 14  | 77.8% |
| 2                   | Brasil    | 6   | 4 | 2 | 0 | 10 | 3  | +7 | 14  | 77.8% |
| 3                   | Colombia  | 6   | 2 | 2 | 2 | 7  | 8  | −1 | 8   | 44.4% |
| 4                   | Hoa Kỳ    | 6   | 2 | 1 | 3 | 6  | 7  | −1 | 7   | 38.9% |
| Bị loại ở tứ kết    |           |     |   |   |   |    |    |    |     |       |
| 5                   | Argentina | 4   | 2 | 1 | 1 | 8  | 6  | +2 | 7   | 58.3% |
| 6                   | Paraguay  | 4   | 2 | 1 | 1 | 6  | 5  | +1 | 7   | 58.3% |
| 7                   | México    | 4   | 1 | 2 | 1 | 5  | 4  | +1 | 5   | 41.7% |
| 8                   | Bolivia   | 4   | 1 | 1 | 2 | 5  | 6  | −1 | 4   | 33.3% |
| Bị loại ở vòng bảng |           |     |   |   |   |    |    |    |     |       |
| 9                   | Ecuador   | 3   | 1 | 0 | 2 | 2  | 3  | −1 | 3   | 33.3% |
| 10                  | Perú      | 3   | 0 | 1 | 2 | 2  | 5  | −3 | 1   | 25.0% |
| 11                  | Chile     | 3   | 0 | 1 | 2 | 3  | 8  | −5 | 1   | 25.0% |
| 12                  | Venezuela | 3   | 0 | 0 | 3 | 4  | 10 | −6 | 0   | 0.0%  |